# Tipula wittei
Tipula wittei är en tvåvingeart som beskrevs av Alexander 1920. Tipula wittei ingår i släktet Tipula och familjen storharkrankar. Inga underarter finns listade i Catalogue of Life.